# "人間と性"教育研究協議会
"人間と性"教育研究協議会（にんげんとせいきょういくけんきゅうきょうぎかい、英:The Council for Education and Study on Human Sexuality）は、1982年4月に山本直英、高柳美知子、村瀬幸浩らによって任意団体として発足した性教育に関する研究会である。2012年には法人格を取得して一般社団法人となった。略称「性教協」。

## 概要
日本で唯一となる性教育の実践研究団体である。「科学・人権・自立・共生」をキーワードに、子どもの切実な要求にこたえ、正確な情報を伝え、子どもとともに「性」のあり方や生き方を考える教育の研究と実践の普及をめざすとともに、教職員などの実践や活動を支援しながら実践活動における技術や知識の蓄積も行うとしている。そのため、児童や教員などに向けた、全国組織の幹事や会員らによる解説書や実践研究書を刊行している。また、会員らによる実践や研究を発表する場として様々なセミナーや勉強会なども開催している。
会員は小学校や中学校、特別支援学校など教育機関の教職員を中心に、医師や看護師、助産師や保健師、保育者や児童福祉施設職員などの多岐に渡っている。
全国組織ではあるが、都道府県や職域（児童養護施設、障害児など）ごとに支部組織である「性教協サークル」が活動している。かつては、大学においても「性教協学生サークル（性教協ゼミ）」が存在していた。
2001年1月には、日本で唯一の性教育に関する雑誌として『季刊 SEXUALITY (セクシュアリティ)』を株式会社エイデル研究所から創刊している。
- 所在地：本部・事務局 - 〒151-0071 東京都渋谷区本町1丁目7番16号 初台ハイツ1006号

## 関係者
- 山本直英 - 発起人で元代表幹事。元"人間と性"教育研究所所長。元吉祥女子中学校・高等学校副校長。
- 高柳美知子 - 発起人で元代表幹事・会長。元NHK学園生涯学習講座「人間と性」専任講師。上海性科学研究センター名誉顧問。北京性健康教育研究会名誉理事。
- 村瀬幸浩 - 発起人で元代表幹事。日本思春期学会名誉会員。
- 浅井春夫 - 代表幹事。立教大学名誉教授。
- 田代美江子 - 代表幹事。埼玉大学教授。
- 関口久志 - 代表幹事。京都教育大学教授。
- 木全和巳 - 幹事。日本福祉大学教授。
- 安達倭雅子 - 幹事。「埼玉子どもを虐待から守る会」電話相談員。

## 出版物
- 『人間と性の教育』全5巻、別巻1 あゆみ出版 1983 - 1985年
- 『シリーズ科学・人権・自立・共生の性教育』全8巻 あゆみ出版 1996 - 1997年
- 『統一協会ボディコントロールの恐怖 「新純潔教育」の正体 』かもがわ出版 1997年
- 『児童養護性教育ハンドブック “人間と性”を子どもにどう語るか 』あいわ出版 1988年
- 『障害児（者）のセクシュアリティを育む』大月書店 2001年
- 『日本の男はどこから来て、どこへ行くのか 男性セクシュアリティ形成「共同研究」』十月舎/星雲社 2001年
- 『新版 人間と性の教育』全5巻 大月書店 2006年

## 定期刊行物
- 『季刊 SEXUALITY (セクシュアリティ)』エイデル研究所 2001年 -